# A boldogság művészete felfordult világunkban
A boldogság művészete felfordult világunkban (eredeti címe: Art of Happiness in a Troubled World) a 14. dalai láma, Tendzin Gyaco könyve, amelyben összemosódik a józan emberi gondolkodás, a modern pszichiátria és a buddhista hagyomány alkalmazása a 21. században. Ennek eredménye az emberi problémák bölcs megközelítése, amely egyszerre optimista és realisztikus, még a legnehezebb időkben is. A könyvben a szerző arra keresi a választ, miképp találhatjuk meg a boldogságot és hogyan adhatunk egyszerre jelentést életünknek, amikor a modern világ olyan boldogtalan helynek tűnik. A tibeti buddhizmus magas rangú tanítója rengeteg nehézségen ment keresztül életében, mégis mindig mosolyog és boldog. A könyvben a szerkesztő, Dr. Cutler bemutatja az olvasó számára a dalai láma filozófiáját, miképp érhető el a nyugodt elme és hogyan viselhetjük el az életben természetesen jelenlevő szenvedést. A dalai láma szemén keresztül vizsgálja a világ sok problémájának forrását, és hogyan közelíthetünk ezekhez a problémákhoz, hogy megszüntessük a szenvedést. Személyes történeteken és mély elemzéseken keresztül tanítja meg a dalai láma az olvasó számára, hogy melyek azok a kulturális hatások és gondolkodásmódok, amelyek boldogtalansághoz vezetnek.
A magyar nyelvű kiadásnak az aktualitását a dalai láma magyarországi látogatása adta.

## Magyarul
- Őszentsége a dalai láma–Howard C. Cutler: A boldogság művészete felfordult világunkban; ford. Tótisz András; Trivium, Bp., 2010